# Кенні Іган
Кеннет "Кенні" Іган (англ. Kenneth "Kenny" Egan, нар. 7 січня 1982, Клондалкін, Південний Дублін, Ірландія) — ірландський професійний боксер, срібний призер Олімпіади 2008, призер чемпіонатів Європи серед аматорів.

## Боксерська кар'єра
Першого вагомого успіху Іган досяг на чемпіонаті Євросоюзу 2003, де дійшов до фіналу, зайнявши друге місце.
Через 2 роки став чемпіоном Євросоюзу. У 2006 році здобув бронзові нагороди на чемпіонаті Євросоюзу і чемпіонаті Європи, де програв у півфіналі Артуру Бетербієву (Росія).
2007 року знов став чемпіоном Євросоюзу. На чемпіонаті світу 2007 здобув дві перемоги, а у 1/8 фіналу програв Марьо Шиволія (Хорватія).

### Виступ на Олімпіаді
- У першому раунді змагань переміг Джуліуса Джексона (Амер. Віргінські острови) — 22-2
- У другому раунді змагань переміг Бахрама Музаффера (Туреччина) — 10-2
- У чвертьфіналі переміг Вашингтон Сілва (Бразилія) — 8-0
- У півфіналі переміг Тоні Джеффріса (Велика Британія) — 10-3
- У фіналі програв Чжан Сяопін (Китай) — 7-11 і отримав срібну нагороду, що стало найкращим результатом виступів спортсменів збірної Ірландії на Олімпійських іграх 2008.

На чемпіонаті світу 2009 здобув дві перемоги, а у чвертьфіналі програв Абделькадеру Буенья (Франція).
На чемпіонаті Європи 2010 знов завоював бронзову медаль.
- В 1/16 переміг Сімоне Фіорі (Італія) — 3-2
- В 1/8 переміг Александера Рамо (Албанія) — 15-2
- В 1/4 переміг Айнарав Карлсона (Естонія) — 7-4
- В півфіналі програв Абделькадеру Буенья (Франція) — 9-11

У січні 2011 року Кенні Іган зізнався, що має проблеми з алкоголем, і призупинив виступи.